# Spongia divisa
Spongia divisa är en svampdjursart som beskrevs av Hyatt 1877. Spongia divisa ingår i släktet Spongia och familjen Spongiidae. Inga underarter finns listade i Catalogue of Life.